# Walnut (Kansas)
Walnut és una població dels Estats Units a l'estat de Kansas. Segons el cens del 2000 tenia 221 habitants.

## Demografia
Segons el cens del 2000, Walnut tenia 221 habitants, 91 habitatges, i 55 famílies. La densitat de població era de 86,2 habitants/km².
Dels 91 habitatges en un 31,9% hi vivien nens de menys de 18 anys, en un 53,8% hi vivien parelles casades, en un 3,3% dones solteres, i en un 38,5% no eren unitats familiars. En el 36,3% dels habitatges hi vivien persones soles el 16,5% de les quals corresponia a persones de 65 anys o més que vivien soles. El nombre mitjà de persones vivint en cada habitatge era de 2,43 i el nombre mitjà de persones que vivien en cada família era de 3,21.
Per edats la població es repartia de la següent manera: un 29,4% tenia menys de 18 anys, un 9% entre 18 i 24, un 24,9% entre 25 i 44, un 23,5% de 45 a 60 i un 13,1% 65 anys o més.
L'edat mediana era de 36 anys. Per cada 100 dones de 18 o més anys hi havia 102,6 homes.
La renda mediana per habitatge era de 24.000 $ i la renda mediana per família de 37.083 $. Els homes tenien una renda mediana de 21.250 $ mentre que les dones 23.750 $. La renda per capita de la població era de 12.920 $. Entorn del 3,3% de les famílies i el 10,6% de la població estaven per davall del llindar de pobresa.

## Poblacions més properes
El següent diagrama mostra les poblacions més properes.